# 逗哏
逗哏是相声术语之一，一般所指的逗哏是相声中的“主角”，不断地说出笑料以让人发笑。不同于捧哏，在传统相声中逗哏的笑料应远多于捧哏。由于艺术形式的不断进步、转换，在新的相声“新相声”艺术类型中，逗哏的笑料有时候会出现的稍微少一点，例如冯巩以及牛群组合的相声。此新的艺术形式逐渐被广大观众、听众熟悉并且认同为新的相声之一。

## 其他
- 哏
  - 捧哏
- 新相声